# Amanita armillariiformis
Amanita armillariiformis é um fungo que pertence ao gênero de cogumelos Amanita na ordem Agaricales. Foi descrito cientificamente pela primeira vez por Miller, Trueblood e Jenkins em 1990.